# Melodi Grand Prix 2024
Der 62. Melodi Grand Prix fand zwischen dem 13. Januar und dem 3. Februar 2024 statt und war der norwegische Vorentscheid für den Eurovision Song Contest 2024 in Malmö. Die Band Gåte gewann den Wettbewerb mit ihrem Lied Ulveham.

## Format

### Konzept
Der norwegische Rundfunk Norsk rikskringkasting (NRK) bestätigte im Juni 2023 seine Teilnahme am Eurovision Song Contest 2024 und dass der Beitrag erneut im Rahmen des Melodi Grand Prix (MGP) ausgewählt werden solle. Im Oktober 2023 gab MGP-Produzent Stig Karlsen bekannt, dass es wie im Vorjahr drei Halbfinale und ein Finale geben werde. Die Zahl der Beiträge pro Halbfinale wurde im Vergleich zum Vorjahr von sieben auf sechs reduziert. Mona Berntsen übernahm erstmals die Verantwortung für die Bühnenshows. Zudem wurde die Gewichtung von Jury- und Televoting im Finale von 50/50 auf 60/40 zugunsten des Televotings geändert.

### Beitragswahl
Die Frist zur Einreichung von Beiträgen lief vom 9. Juni bis zum 31. August 2023. Jeder Songwriter und Sänger konnte bis zu drei Lieder einreichen. Teilnahmeberechtigt waren neben Norwegern auch Musiker aus dem Ausland, wobei jedoch pro Lied mindestens ein norwegischer Songwriter beteiligt sein musste. Alle Teilnehmer am Melodi Grand Prix müssen zum Zeitpunkt des Eurovision Song Contest im Mai 2024 mindestens 16 Jahre alt sein.
Anders als in den Vorjahren konnten alle Lieder berücksichtigt werden, die nach dem 1. September 2023 veröffentlicht werden. In den Vorjahren war es untersagt, die Lieder vor der offiziellen Präsentation zu veröffentlichen. Durch diese Regeländerung sollte der Pool an zur Auswahl stehenden Liedern vergrößert und den Musikern die Möglichkeit geboten werden, bereits vorab in den Dialog mit dem Publikum zu treten.

### Sendungen
Der Melodi Grand Prix fand an vier aufeinander folgenden Samstagen statt. In den drei Semifinals qualifizierten sich jeweils drei der sechs Teilnehmern, so dass im Finale neun Beiträge gegeneinander antraten.
| Sendung     | Sendedatum       | Ort       | Austragungsort     | Teilnehmer | Zuschauer (Gesamt) | Zuschauer (NRK1) | Zuschauer (online) |
| ----------- | ---------------- | --------- | ------------------ | ---------- | ------------------ | ---------------- | ------------------ |
| Delfinale 1 | 13. Januar 2024  | Oslo      | NRK Marienlyst     | 6          | 532.000            | 484.000          | 48.000             |
| Delfinale 2 | 20. Januar 2024  | Oslo      | NRK Marienlyst     | 6          | 547.000            | 506.000          | 41.000             |
| Delfinale 3 | 27. Januar 2024  | Oslo      | NRK Marienlyst     | 6          | 497.000            | 455.000          | 42.000             |
| Finale      | 03. Februar 2024 | Trondheim | Trondheim Spektrum | 9          | 843.000            | 809.000          | 33.000             |

### Austragungsort
Als Austragungsort des Finales wurde am 7. November 2023 das Trondheim Spektrum bekanntgegeben. Die Halbfinale wurden am NRK-Hauptsitz in Oslo-Marienlyst ausgetragen.

### Moderation
Am 30. November 2023 gab NRK bekannt, dass Fredrik Solvang gemeinsam mit Marion Ravn den Melodi Grand Prix 2024 moderieren werde.

## Teilnehmende
Die Teilnehmenden wurden am 5. Januar 2024 im Rahmen einer Pressekonferenz der Öffentlichkeit präsentiert.

### Zurückkehrende Interpreten
Einige Interpreten kehrten in diesem Jahr zum Wettbewerb zurück. Mit KEiiNO (2019), Margaret Berger (2013) und Benedicte Adrian (1984, als Mitglied von Dollie de Luxe) kehrten 2024 insgesamt drei ehemalige Sieger des Melodi Grand Prix zum Wettbewerb zurück.
| Interpret                             | Vorheriges Teilnahmejahr           |
| ------------------------------------- | ---------------------------------- |
| Alexandra Rotan (als Teil von KEiiNO) | 2018 (mit Stella Mwangi)           |
| Benedicte Adrian                      | 1984 (als Teil von Dollie de Luxe) |
| Farida                                | 2022                               |
| KEiiNO                                | 2019, 2021                         |
| Margaret Berger                       | 2013                               |
| Tom Hugo (als Teil von KEiiNO)        | 2013, 2018                         |
| Vidar Villa                           | 2018                               |

## Halbfinale

### Erstes Halbfinale

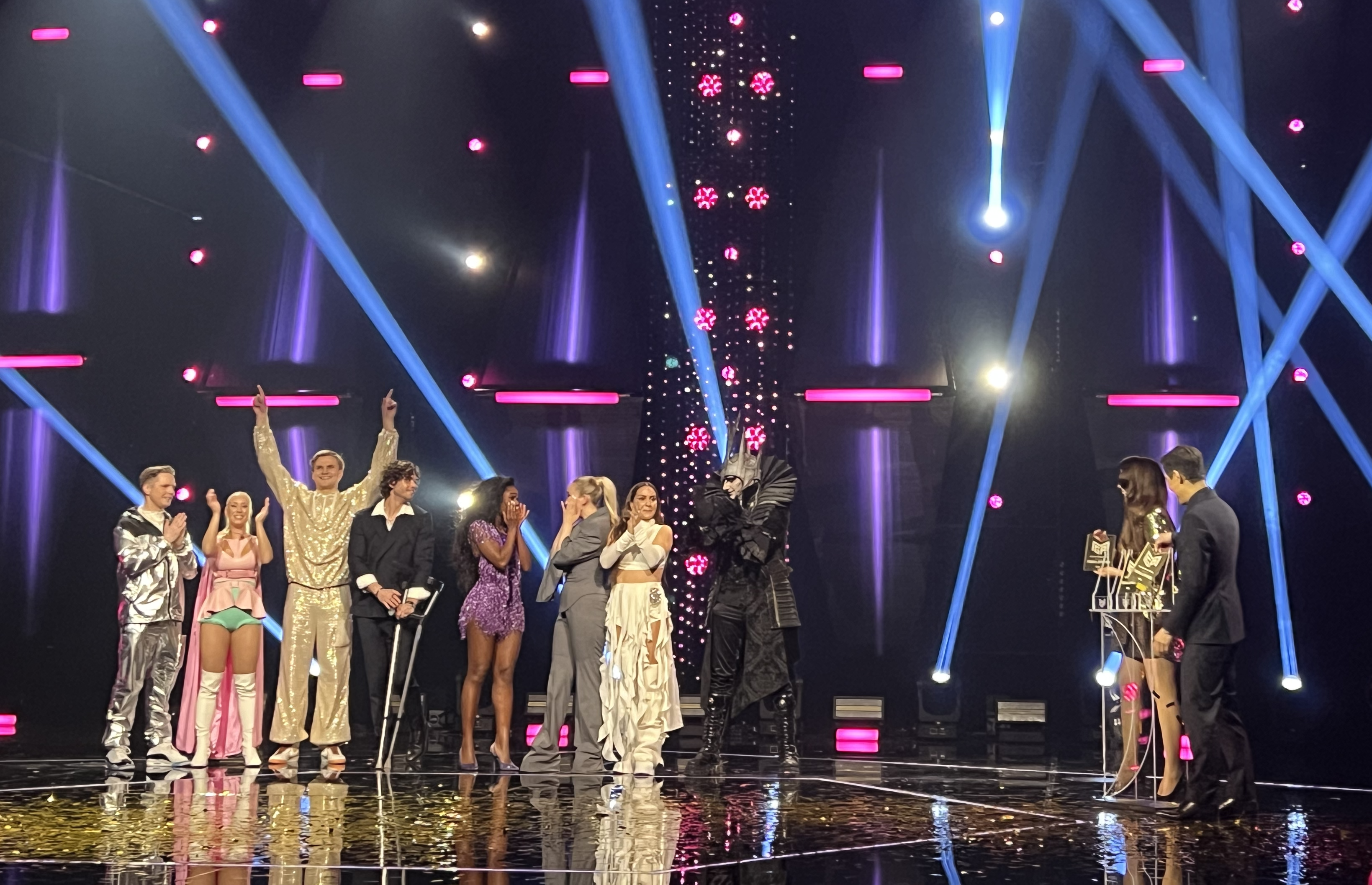
Die Teilnehmenden des ersten Halbfinales

Das erste Halbfinale (Delfinale 1) fand am 13. Januar 2024 um 19:50 Uhr (MEZ) statt. Drei Beiträge qualifizierten sich für das Finale. Während der Sendung kam es zu einer kurzen Unterbrechung durch eine Rødt-Politikerin, die mit einer palästinensischen Flagge und einem Aufruf zum Boykott Israels im Fernsehbild zu sehen und zu hören war.
| Platz | Startnr. | Interpret                             | Lied Musik (M) und Text (T) | Sprache              | Übersetzung (inoffiziell) |
| ----- | -------- | ------------------------------------- | --- | -------------------- | ------------------------- |
| 1.–3. | 4        | Gothminister                          | We Come Alive M/T: Bjørn Alexander Brem | Englisch             | Wir werden lebendig       |
| 1.–3. | 5        | Ingrid Jasmin                         | Eya M/T: Ingrid Jasmin Vogt, Jonas Kroon | Norwegisch, Spanisch | –                         |
| 1.–3. | 6        | Margaret Berger                       | Oblivion M/T: Margaret Berger, Anders Kjær, Monika Engeseth, Sivert Hjeltnes Hagtvet                                                                              | Englisch             | Vergessenheit             |
| 4.–6. | 1        | Mathilde SPZ, Chris Archer, Slam Dunk | Woman Show M/T: Audun Agnar Guldbrandsen, Silje Montsko Blandkjenn, Emmy Kristine Guttulsrud Kristiansen, Linda Dale, Christopher Colin Archer, Mathilde Espeseth | Englisch, Norwegisch | Frauenshow                |
| 4.–6. | 2        | Fredrik Halland                       | Stranded M/T: Fredrik Halland, Jenson Vaughan, Ruthy Raba | Englisch             | Gestrandet                |
| 4.–6. | 3        | Myra                                  | Heart on Fire M/T: David Atarodiyan, Margrete Hjelle, Svein Hermansen, Regina Tucker                                                                              | Englisch             | Brennendes Herz           |

 Interpret hat sich für das Finale qualifiziert.

### Zweites Halbfinale
Das zweite Halbfinale (Delfinale 2) fand am 20. Januar 2024 um 19:50 Uhr (MEZ) statt. Drei Beiträge qualifizierten sich für das Finale.
| Platz | Startnr. | Interpret                      | Lied Musik (M) und Text (T) | Sprache    | Übersetzung (inoffiziell)  |
| ----- | -------- | ------------------------------ | --- | ---------- | -------------------------- |
| 1.–3. | 4        | Super Rob, Erika Norwich       | My AI M/T: Lars Horn Lavik, Super Rob, Erika Norwich, Kristian Liljan                                                             | Englisch   | Meine KI                   |
| 1.–3. | 5        | Dag Erik Oksvold, Anne Fagermo | Judge Tenderly of Me M/T: Dag Erik Oksvold, Alexander Pettersen, Anne Fagermo                                                     | Englisch   | Urteile zärtlich über mich |
| 1.–3. | 6        | Gåte                           | Ulveham M/T: Sveinung Eklo Sundli, Ronny Graff Janssen, Marit Jensen Lillebuen, Gunnhild Sundli, Magnus Børmark, Jon Even Schärer | Norwegisch | Wolfsfell                  |
| 4.–6. | 1        | Farida                         | Heartache M/T: Farida Louise Bolseth Benounis, Kristian Wiik, Ilja Eriksson, Olav Tokerud                                         | Englisch   | Herzenskummer              |
| 4.–6. | 2        | Mileo                          | You’re Mine M/T: Miles Curtis Sesselmann                                                                                          | Englisch   | Du bist mein               |
| 4.–6. | 3        | Eli Kristin                    | Touch of Venus M/T: Ronny Graff Janssen, Eli Kristin Hanssveen                                                                    | Englisch   | Berührung der Venus        |

### Drittes Halbfinale
Das dritte Halbfinale (Delfinale 3) fand am 27. Januar 2024 um 19:50 Uhr (MEZ) statt. Drei Beiträge qualifizierten sich für das Finale.
| Platz | Startnr. | Interpret      | Lied Musik (M) und Text (T)                                                                                      | Sprache               | Übersetzung (inoffiziell) |
| ----- | -------- | -------------- | --- | --------------------- | ------------------------- |
| 1.–3. | 4        | Annprincess    | Save Me M/T: Annprincess Johnson, Syed Zeeshan Abbas                                                             | Englisch, Norwegisch  | Rette mich                |
| 1.–3. | 5        | Miia           | Green Lights M/T: Benjamin Dan Ravn Fahre, Mia Virik Kristensen, Mugoshi David Nhonzi, Emelie Hollow, Ida Botten | Englisch              | Grüne Lichter             |
| 1.–3. | 6        | KEiiNO         | Damdiggida M/T: Alexandra Rotan, Fred Buljo, Tom Hugo Hermansen, Alexander N. Olsson, Jakob Redtzer              | Englisch, Nordsamisch | –                         |
| 4.–6. | 1        | Vidar Villa    | Mer M/T: Vidar Mohaugen, Jonas Thomassen, Martin Thomassen, Mathias Nilsen                                       | Norwegisch            | Mehr                      |
| 4.–6. | 2        | Mistra         | Waltz of Death M/T: Benedicte Adrian, Anders Odden                                                               | Englisch              | Walzer des Todes          |
| 4.–6. | 3        | Thomas Jenssen | Take Me to Heaven M/T: Thomas Jenssen, Ricky Hanley, David Fremberg, Jonas Holteberg Jensen                      | Englisch              | Bring mich in den Himmel  |

## Finale

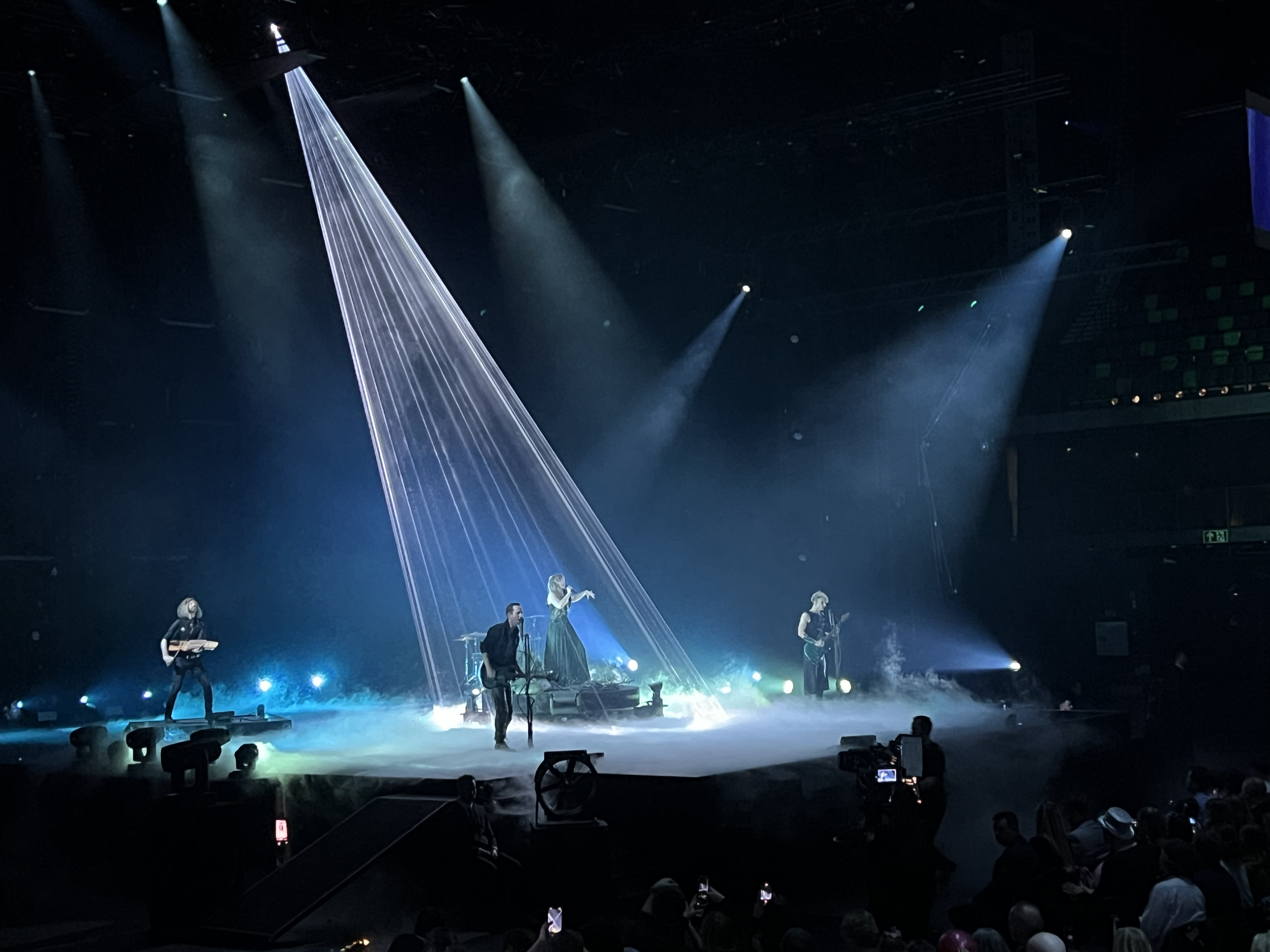
Gåte während des MGP-Finales

Das Finale fand am 3. Februar 2024 statt. Vor dem Finale beschloss NRK, dass Gåte den Liedtext von Ulveham ändern müsse, um im Falle eines Sieges mögliche Schwierigkeiten mit dem Regelwerk des Eurovision Song Contests zu verhindern. Der Liedtext der im zweiten Halbfinale aufgeführten Version wurde von einer mittelalterlichen Ballade übernommen.
| Platz | Startnr. | Interpret                      | Lied Musik (M) und Text (T) | Sprache               | Übersetzung (inoffiziell)  | Punkte              | Punkte    | Punkte |
| Platz | Startnr. | Interpret                      | Lied Musik (M) und Text (T) | Sprache               | Übersetzung (inoffiziell)  | Internationale Jury | Zuschauer | Gesamt |
| ----- | -------- | ------------------------------ | --- | --------------------- | -------------------------- | ------------------- | --------- | ------ |
| 1.    | 8        | Gåte                           | Ulveham M/T: Sveinung Eklo Sundli, Ronny Graff Janssen, Marit Jensen Lillebuen, Gunnhild Sundli, Magnus Børmark, Jon Even Schärer | Norwegisch            | Wolfsfell                  | 76                  | 174       | 250    |
| 2.    | 1        | KEiiNO                         | Damdiggida M/T: Alexandra Rotan, Fred Buljo, Tom Hugo Hermansen, Alexander N. Olsson, Jakob Redtzer                               | Englisch, Nordsamisch | –                          | 98                  | 146       | 244    |
| 3.    | 9        | Super Rob, Erika Norwich       | My AI M/T: Lars Horn Lavik, Super Rob, Erika Norwich, Kristian Liljan                                                             | Englisch              | Meine KI                   | 45                  | 120       | 165    |
| 4.    | 3        | Gothminister                   | We Come Alive M/T: Bjørn Alexander Brem                                                                                           | Englisch              | Wir werden lebendig        | 35                  | 80        | 115    |
| 5.    | 7        | Dag Erik Oksvold, Anne Fagermo | Judge Tenderly of Me M/T: Dag Erik Oksvold, Alexander Pettersen, Anne Fagermo                                                     | Englisch              | Urteile zärtlich über mich | 58                  | 47        | 105    |
| 6.    | 5        | Miia                           | Green Lights M/T: Benjamin Dan Ravn Fahre, Mia Virik Kristensen, Mugoshi David Nhonzi, Emelie Hollow, Ida Botten                  | Englisch              | Grüne Lichter              | 54                  | 22        | 76     |
| 7.    | 6        | Margaret Berger                | Oblivion M/T: Margaret Berger, Anders Kjær, Monika Engeseth, Sivert Hjeltnes Hagtvet                                              | Englisch              | Vergessenheit              | 26                  | 19        | 45     |
| 8.    | 4        | Ingrid Jasmin                  | Eya M/T: Ingrid Jasmin Vogt, Jonas Kroon                                                                                          | Norwegisch, Spanisch  | –                          | 22                  | 20        | 42     |
| 9.    | 2        | Annprincess                    | Save Me M/T: Annprincess Johnson, Syed Zeeshan Abbas                                                                              | Englisch, Norwegisch  | Rette mich                 | 16                  | 17        | 33     |